# Jean Bernard
Jean Bernard (Luxemburgo, 13 de agosto de 1907 - 1 de septiembre de 1994) fue un periodista, escritor y sacerdote católico luxemburgués. Durante la Segunda Guerra Mundial, fue capturado por colaborar con la Resistencia contra el nazismo y fue internado en el campo de concentración de Dachau desde mayo de 1941 hasta agosto de 1942. En febrero de 1942 fue liberado durante nueve días y se le permitió volver a Luxemburgo, para después volver a ser confinado en el campo. Este episodio sirvió de base para la película El noveno día (Der neunte Tag, Volker Schlöndorff, 2004).